# الحصين (رواية)
رواية الحصين (الذي لا يُقْهَرُ) (بالإنجليزية: The Invincible)‏ و (بالهولندية: Niezwyciężony) هي قصةٌ للخيال العلمي كتبها الروائي StanisławLem، والتي نُشِرَت عام 1964. كما نُشِرَت الترجمة الألمانية في عام 1967. في حين نُشِرَت الترجمة الإنجليزية للنسخة الألمانية في عام 1973. مما يجعلها واحدةً من أوائل القصص لاستخدام وتوظيف فكرة الروبوتات الدقيقة (الشبيهة إلى حدٍ ما بفكرة روبوتات النانو)، والقائمة على فكرة ذكاء الأسراب والارتقاء الاصطناعي، وهو نقيض للارتقاء البيولوجي الحيوي. ويعتبر بعض معجبي أعمال الخيال العلمي هذه القصة كقصة من أعمال الخيال العلمي العسكري (بالإنجليزية: Military Science Fiction)‏ (وذلك بسبب التأكيد على الاستراتيجيات والمعدات العسكرية).

## ملخص الحبكة الروائية
استقرت سفينة فضاءٍ صغيرة الحجم مضيئة تجوب الفضاء بين النجوم، والتي يُطلق عليها المنيع  (إنفينسيبل) ، على كوكب ريجيس 3 والذي يبدو أنه غير مأهولٍ بالسكان ومنعزل شديد البرودة، وذلك بهدف التحقيق في قضية فقد سفينةٍ أختٍ (بالإنجليزية: sister ship)‏ لها، والتي يُطلق عليها كوندور. حيث اكتشف الطاقم أثناء التحقيقات دليل وجود شكلٍ من أشكال شبه حياة على سطحه، والتي ولِدَت خلال عملية تطور الآلات ذاتية التكرار (بالإنجليزية: self-replicating machine)‏ المستقلة، والتي على ما يبدو أنه خلفتها حضارةٌ غريبةٌ وراءها والتي كانت قد زارت الكوكب منذ زمنٍ طويلٍ جداً. هذا وقد ضبطت عملية التطور تلك «حروب الروبوتات»، حيث كان الجنس الوحيد الذي نجى هو أسراب من الآلات الدقيقة – الشبيهه بالحشرات صغيرة الحجم. وسواءً أكانت متواجدة فرادى أو مجموعاتٍ صغيرةٍ، فهي غير ضارة إطلاقاً للبشر وقادرة على أداء مجموعة من السلوكيات البسيطة فقط. على الرغم من ذلك، فإنه عندما يتم إزعاجها، فإنها تتجمع في أسرابٍ ضخمةٍ مستعرضةً مجموعةً من السلوكيات المركبة والمعقدة الناجمة عن عملية التنظيم الذاتي (بالإنجليزية: self-organization)‏، مما يجعلها قادرةٌ على التغلب على أي دخيلٍ بواسطة تدفقٍ قويٍ من التدخل الكهرومغناطيسي (بالإنجليزية:  Electromagnetic interference)‏. نتيجةً لذلك تعرض بعض أفراد طاقم السفينة الفضائية من محو تام للذاكرة. هذا بالإضافة إلى أن سحباً ضخمةً من «الحشرات» قادرةٌ كذلك على السفر بسرعةٍ هائلةٍ، بل إنها قادرة على القفز على قمة طبقة التروبوسفير (المتكور الدوار). مما دعى طاقم السفينة الغاضب إلى محاولة محاربة العدو المنتظر، إلا أنهم اعترفوا في نهاية المطاف عدم جدوى مجهوداتهم بمعنى الكلمة المقصودة. حيث لاحظوا أن «عالم الأحياء» الروبوتي قد أصبح جزءً لا يتجزأ من النظام الإيكولوجي لهذا الكوكب، وأدركوا أن مسألة القضاء عليهم ستتطلب تعطيلاً على صعيدٍ كوكبيٍ، مثل استخدام الشتاء النووي.
وهنا تحولت القصة إلى تحليلٍ للعلاقة فيما بين مجالاتٍ مختلفةٍ من الحياة، ومكان كلٍ منهم في هذا الكون. وخصوصاً أنها عبارة عن تجربةٍ خياليةٍ لتوضيح أنه ليس بالضرورة أن يقود التطور الطبيعي إلى السيطرة والهيمنة من قِبَل أشكال الحياة الأكثر رقياً عقلياً وفكرياً. هذا وتتضمن الحبكة الروائية كذلك معضلةً شبيهةً بتلك الخاصة بكونراد، وذلك من خلال ازدواجية القيم الإنسانية وكفاءة الحشرات الآلية. وفي مواجهة الهزيمة والانسحاب الفوري للسفينة الفضائية، يقوم روهين، بحار السفينة، بإجراء رحلةٍ إلى «منطقة العدو» في بحثه عن أربعةٍ من أفراد طاقمه والذين فُقِدُوا في خضم الصراع الذي دارت رحاه مع الآلات، وذلك في محاولةٍ رآها كلٌ من روهين وقبطان سفينته هورباخ أنها محاولةٌ عقيمةٌ لا جدوى من ورائها، إلا أنها كانت ضروريةً لأسبابٍ أخلاقيةٍ. حيث تعرض روهين للضرب في وسط الجبال المغطاة بالشجيرات المعدنية والحشرات، كما أنه عثر على أفراد طاقمه قتلى. ولكنه ما لبث أن قام بتجميع بعض الأدلة وعاد إلى السفينة بدون التعرض للاذى، بسبب العملية الناجحة التي أجراها الجهاز المضاد للكشف الذي نجحوا في صناعته لمثل هذه الأغراض.

## الطبعات الأخرى

### البولندية
- MON,Warszawa 1964, 1965
- Iskry, Warszawa 1982
- Interart, Warszawa 1995
- Nowa, Warszawa 1995
- ŚwiatKsiążki, Warszawa 1997

### اللغة الإنجليزية
- Seabury Press, New York, 1973
- Ace Books, New York, 1973, 1975
- Seabury Press, 1973
- Seabury Press, 1976
- Penguin Books, 1976
- Penguin Books, 1982 (بمشاركة  Tales of Pirx the Pilot وReturn from the Stars )

## وصلات خارجية
- معلومات عن الرواية على موقعٍ إلكترونيٍ مهدى إلى ستانيسلو ليم.